# 서정연
서정연(1975년 9월 23일 ~ )은 대한민국의 배우이다.

## 출연작

### 영화
- 《샴, 하드로맨스》 (2001년)
- 《좀비처럼 걸어봐》 (2002년)
- 《물결이 일다》 (2005년)
- 《환심》 (2009년)
- 《라라에게》 (2010년)
- 《수요기도회》 (2016년) - 헤라 역
- 《청년경찰》 (2017년) - 기준의 어머니 역
- 《환절기》 (2018년) - 희영 역
- 《지금 만나러 갑니다》 (2018년) - 서빈의 어머니 역
- 《당신의 부탁》 (2018년) - 서영 역
- 《어른도감》 (2018년) - 오점희 역
- 《동네사람들》 (2018년) - 담임선생 역
- 《배심원들》 (2019년) - 변상미 역
- 《어린 의뢰인》 (2019년) - 문정 역
- 《사자》 (2019년) - 수진의 어머니 역
- 《타짜: 원 아이드 잭》 (2019년) - 일출 어머니 역
- 《너의 여자친구》 (2019년) - 혜진의 어머니 역
- 《1947 보스톤》 (2023년) - 윤복의 어머니 역
- 《3일》 (2025년) - 주희 역

### 드라마
- 2011년 JTBC 수목드라마 《아내의 자격》 - 김현희 역
- 2014년 JTBC 월화드라마 《밀회》 - 조선족 아줌마 역
- 2014년 tvN 월화드라마 《일리있는 사랑》 - 김분자 역
- 2015년 SBS 월화드라마 《풍문으로 들었소》 - 이선숙 역
- 2015년 MBC 수목드라마 《그녀는 예뻤다》 - 나지선 역
- 2015년 tvN 월화드라마 《풍선껌》 - 심공주 (심청이) 역
- 2016년 KBS2 수목드라마 《태양의 후예》 - 하자애 역
- 2016년 SBS 주말드라마 《끝에서 두번째 사랑》 - 구태연 역
- 2016년 KBS2 월화드라마 《구르미 그린 달빛》 - 중전 윤씨 역
- 2017년 KBS2 수목드라마 《맨몸의 소방관》 - 한송자 역
- 2017년 KBS2 수목드라마 《김과장》 - 조민영 역
- 2017년 SBS 월화드라마 《피고인》 - 김선화 역
- 2017년 JTBC 금토드라마 《품위있는 그녀》 - 박주미 역
- 2017년 tvN 월화드라마 《하백의 신부 2017》 - 서왕모 역
- 2017년 tvN 토일드라마 《명불허전》 - 정이연 역
- 2018년 JTBC 금토드라마 《밥 잘 사주는 예쁜 누나》 - 정영인 역
- 2018년 MBC 수목드라마 《이리와 안아줘》 - 채옥희 역
- 2018년 KBS2 수목드라마 《죽어도 좋아》 - 안선녀 역
- 2019년 MBC 수목드라마 《봄밤》 - 왕혜정 역
- 2019년 SBS 월화드라마 《17세의 조건》 - 정경 역
- 2019년 tvN 토일드라마 《날 녹여주오》 - 성인 오영선 역
- 2020년 SBS 금토드라마 《더 킹 : 영원의 군주》 - 송정혜 역
- 2020년 JTBC 수목드라마 《우리, 사랑했을까》 - 제니퍼 송 역
- 2020년 SBS 월화드라마 《브람스를 좋아하세요?》 - 차영인 역
- 2020년 《핸드메이드 러브》 - 백강순 역
- 2020년 JTBC 수목드라마 《런 온》 - 방배정 역
- 2021년 tvN 수목드라마 《마우스》 - 무치, 무원의 어머니 역
- 2021년 JTBC 월화드라마 《경로를 이탈하였습니다》 - 구숙청 역
- 2021년 Wavve 오리지널 드라마 《유 레이즈 미 업 You Raise Me Up》 - 황간 역
- 2021년 JTBC 토요드라마 《알고있지만,》 - 오민화 역
- 2021년 tvN 월화드라마 《하이클래스》 - 심애순 역
- 2021년 KBS2 수목드라마 《달리와 감자탕》 - 소금자 역
- 2021년 JTBC 수목드라마 《너를 닮은 사람》 - 구정연 역
- 2021년 SBS 월화드라마 《그 해 우리는》 - 이연옥 역
- 2022년 JTBC 토일드라마 《기상청 사람들 : 사내연애 잔혹사 편》 - 성미진 역 (11회 ~ 13회 특별출연)
- 2022년 JTBC 수목드라마 《그린마더스클럽》 - 이수현 역
- 2022년 Disney+ 오리지널 드라마 《형사록》 - 오혜성 역
- 2022년 JTBC 금토일드라마 《재벌집 막내아들》 - 한경희 역
- 2022년 SBS 월화드라마 《트롤리》 - 현여진 역
- 2022년 JTBC 수목드라마 《사랑의 이해》 - 한정임 역
- 2023년 SBS 금토드라마 《법쩐》 - 은지희 역 (특별출연)
- 2023년 쿠팡플레이 오리지널 드라마 《미끼》 - 유옥남 역
- 2023년 tvN 월화드라마 《소용없어 거짓말》 - 정연미 역
- 2023년 tvN 단막극 《O'PENing - 우리가 못 만나는 이유 1가지》 - 기준의 어머니 역
- 2023년 tvN 토일드라마 《무인도의 디바》 - 송하정 역
- 2023년 SBS 금토드라마 《마이데몬》 - 신다정 역
- 2023년 ENA 수목드라마 《모래에도 꽃이 핀다》 - 추미숙 역
- 2024년 tvN 토일드라마 《졸업》 - 최형선 역
- 2024년 SBS 금토드라마 《굿파트너》 - 김경숙 역
- 2025년 JTBC 토일드라마 《협상의 기술》 - 주가조작 작전 멤버 역 (최종회 출연)
- 2025년 JTBC 토일드라마 《굿보이》 - 정미자 역
- 2025년 SBS 금토드라마 《우리 영화》 - 고혜영 역
- 2025년 SBS 금토드라마 《트라이 : 우리는 기적이 된다》 - 원정 역
- 2025년 Netflix 오리지널 드라마 《은중과 상연》

### 연극
- 《민중의 적》 (1996년) - 테트라 역
- 《한씨연대기》 (2004년) - 한혜자 역
- 《바보 신동섭》 (2005년) - 진선영 역
- 《러닝머신》 (2006년) - 허유리 역
- 《코뮌》 (2006년) - 인선 역
- 《70분간의 연애》 (2006년) - 사랑을 기다리는 여자 역
- 《썸걸즈》 (2008년) - 양선 역
- 《죽이는 수녀들 이야기》 (2011년) - 보나수녀 역
- 《죽이는 수녀들 이야기》 (2012년) - 보나수녀 역
- 《14인 체홉》 (2013년) - 곰 / 미망인 역
- 《제3회 대학로 코미디 페스티벌 - 14인 체홉》 (2013년)
- 《터미널》 (2013년) - 오귀진 역
- 《라쁘띠뜨위뜨》 (2013년) - 쉬잔느 역
- 《은밀한 기쁨》 (2014년) - 캐서린 글라스 역
- 《유쾌한 하녀 마리사》 (2014년) - 요한나 역
- 《사회의 기둥들》 (2014년) - 링게 부인 역
- 《터미널》 (2015년) - 오귀진 역
- 《14인의 체홉》 (2017년) - 곰 / 뽀뽀바 역
- 《킬 미 나우》 (2019년) - 로빈 역
- 《기형도 플레이》 (2025년) - 안경 / 여자 역

### 방송
- 2024년 《밥이나 한잔해》 - 7회 게스트

## 수상 및 후보
| 연도 | 시상식                         | 부문                       | 작품                  | 결과 |
| ---- | ------------------------------ | -------------------------- | --------------------- | ---- |
| 2016 | KBS 연기대상                   | 여자 조연상                | 태양의 후예           | 후보 |
| 2017 | 제1회 더 서울어워즈            | 드라마부문 여우조연상      | 피고인, 품위있는 그녀 | 후보 |
| 2017 | KBS 연기대상                   | 여자 조연상                | 김과장, 맨몸의 소방관 | 후보 |
| 2018 | 제6회 아시아태평양 스타 어워즈 | 여자 연기상                | 이리와 안아줘         | 후보 |
| 2018 | MBC 연기대상                   | 수목미니시리즈부문 조연상  | 이리와 안아줘         | 후보 |
| 2023 | SBS 연기대상                   | 멜로&로코 부문 여자 조연상 | 트롤리, 마이데몬      | 수상 |